# Sebastián de Belalcázar
Sebastián de Belalcázar (häufig auch: Benalcázar sowie Belaicázar; eigentlicher Familienname: Moyano; * um 1479 oder 1495 in Belalcázar bei Córdoba, Andalusien; † 1551 in Cartagena, Kolumbien) war ein spanischer Konquistador. Er war zum Teil entscheidend an der Eroberung der Gebiete der heutigen Staaten Nicaragua, Ecuador sowie des Südwestens Kolumbiens beteiligt.

## Leben

### Jugend
Sebastián Moyano war vermutlich ein Bauernsohn. Die Hauptüberlieferung gibt an, dass er um das Jahr 1479 geboren wurde. Demnach floh Sebastián vor seinem Bruder aus dem Elternhaus nach Sevilla. Von dort nahm er an der dritten Reise des Christoph Kolumbus nach Amerika (1498–1500) teil. Er soll 1507 in Santo Domingo gekämpft haben.
Einer anderen Überlieferung Juan de Castellanos’ entsprechend floh er 1507, weil ihm der Esel des Vaters im Schlamm versunken war. Aus Ungeduld soll er so heftig auf den Esel eingeschlagen haben, dass dieser starb, worauf er aus Angst vor dem Zorn des Vaters die Flucht ergriff. Dieser Überlieferung entsprechend wurde er um 1495 geboren und gelangte 1519 mit den Truppen von Pedro Arias Dávila in die Neue Welt.

### Mittelamerika

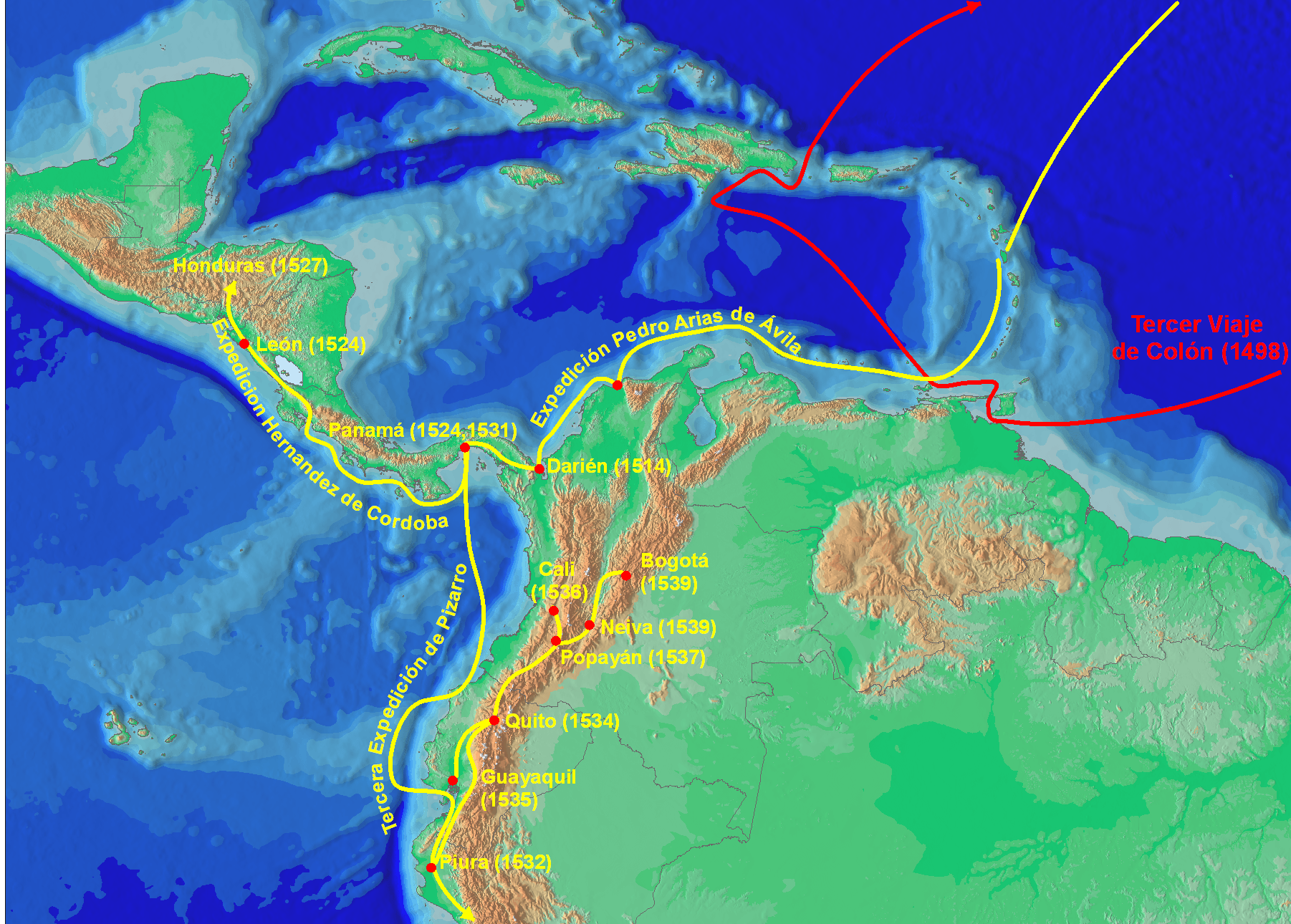
Reisen des Sebastián de Belalcázar in Amerika

In jedem Fall gelangte er nach Darién (Panama) und von dort mit Francisco Hernández de Córdoba nach Westen, wo er bei der 1524 durchgeführten Konquista des heutigen Nicaragua eine wichtige Position einnahm. Er wohnte unter anderem der Gründung der Stadt León im heutigen Nicaragua bei, als deren legendärer erster Bürgermeister (alcalde) er gilt. Wahrscheinlich war er ein Hauptmann (capitán) und Befehlshaber in der Region. In dieser Zeit lernte er wohl Francisco Pizarro und Diego de Almagro kennen.

### Südamerika
Um das Jahr 1532 verkaufte er seine Güter in Nicaragua, rüstete zwei Schiffe und schloss sich der Konquista des Inkareiches an. Nachdem sie den Inkaherrscher Atahualpa in der Schlacht von Cajamarca gefangen genommen hatten, sandte ihn Pizarro als Statthalter in seinen Stützpunkt San Miguel (möglicherweise das heutige Piura in Nordperu).
Im Februar 1534 stieß er mit einem Heer aus 150 spanischen Soldaten und zahlreichen indianischen Hilfstruppen nach Norden vor. In Cañar traf er auf die Truppen Rumiñahuis, eines Heerführers Atahualpas, der nach dessen Tod die Herrschaft über das nördliche Inkareich und dessen Hauptstadt Quito ausübte. Belalcázars Truppen gingen siegreich aus der Schlacht hervor. Auf seinem Rückzug nach Norden zerstörte Rumiñahui die wichtigsten Städte seines Herrschaftsgebiets. Belalcázar setzte ihm nach und gründete in der Nähe des heutigen Riobamba die Städte Santiago und San Francisco. Die Siedlung Santiago wurde mehrfach verlegt und schließlich zur Keimzelle der heutigen Millionenstadt Guayaquil. Die Siedlung San Francisco wurde am 6. Dezember 1534 in die Ruinen der von den Spaniern zerstörten Inka-Stadt Quito verlegt. Belalcázar residierte zunächst in Quito, organisierte den Wiederaufbau, die Herrschaft und die Verfolgung Rumiñahuis, der schließlich in einem unzugänglichen Andengebiet gefangen genommen wurde. Nach Quito verbracht, versuchte Belalcázar vergeblich, Rumiñahui dazu zu bringen, den Verbleib des Goldes des Herrscherhauses aufzuklären. Rumiñahui wurde hingerichtet.
Kurz nach der Einnahme Quitos bekam Belalcázar Besuch von Pedro de Alvarado, Cortés’ rechter Hand beim Mexikofeldzug und Eroberer von Guatemala und El Salvador. Dieser war in Eroberungs- und Beuteabsicht mit einer knapp 1000 Krieger starken Armee, darunter über 200 Kavalleristen, angereist. Er hatte bereits eine Siedlung in Ecuador errichtet und stellte nun Forderungen. Ein Bürgerkrieg zwischen den beiden spanischen Konquistadoren lag kurzzeitig in der Luft, aber Belalcázar bewies Verhandlungsgeschick und kaufte Alvarado den Großteil seiner Armee inklusive einiger der acht Schiffe ab.

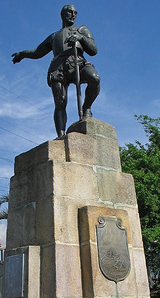
Statue Belalcázars, Cali

Nach 1536 stieß Belalcázar weiter nach Norden in das heutige Südwest-Kolumbien vor. Der Überlieferung nach sollen ihm in Quito kursierende Gerüchte um ein legendäres Goldland (Eldorado) im Norden dazu veranlasst haben. Im Jahr 1537 gründete er die Stadt Popayán und organisierte die Herrschaft über das Umland. Die Städte Cali, Neiva und Ampudia gelten als Gründungen Belalcázars aus dieser Zeit.
Im Jahr 1539 traf er mit Nikolaus Federmann und Gonzalo Jiménez de Quesada zusammen, wobei alle die Herrschaft über das ehemalige Chibcha-Reich und das Gebiet von Bogotá, einer Wiedergründung Jiménez de Quesadas, beanspruchten. Jiménez de Quesada überzeugte sie, den Disput in Spanien entscheiden zu lassen, wo Belalcázar von Karl V. im Jahr 1540 zum Statthalter von Popayán und den Äquinoktial-Provinzen (Provincias Equinocciales), die einen Teil des heutigen Kolumbien und einen Großteil des heutigen Ecuador umfassten, ernannt wurde. Als solcher stand er immer wieder in Auseinandersetzungen mit anderen Konquistadoren. Unter anderem unterstützte er den Vizekönig Blasco Núñez Vela bei der Niederschlagung des Aufstandes des Gonzalo Pizarro (seit 1544).
Nachdem er im Jahr 1546 Jorge Robledo, dessen Herrschaftsgebiet (die Statthalterschaft Antioquia) er als eine aufständische Absplitterung des eigenen betrachtete, hatte hinrichten lassen, erreichten seine Feinde, dass er zum Tode verurteilt wurde und seine Güter konfisziert wurden. Die ihm allerdings zugestandene Berufung vor dem spanischen König konnte Belalcázar nicht mehr einlegen, denn er starb schwer erkrankt im Jahr 1551 in der Hafenstadt Cartagena, von der aus er sich nach Spanien einschiffen wollte.

## Rezeption
Im 20. Jahrhundert erforschte und publizierte der Ecuadorianer José Rumazo González in Sevilla Belalcázars Testament.

### Kontroversen
Als Teil landesweiter Demonstrationen in Kolumbien seit 2019, wurde am 17. September 2020 eine Statue Belalcázars auf dem für die regionale indigene Bevölkerung heiligen Tulcan-Hügel in Popayán vom Sockel gestürzt. Eine zweite Statue des Konquistadors wurde von Demonstrierenden am 18. April 2021 in Cali demontiert. Der indigene Senatsabgeordnete Feliciano Valencia sagte im September 2020 zur ersten der beiden Aktionen: „Damit fällt ein Symbol von 500 Jahren Demütigung und Beherrschung der indigenen Völker.“ Die Regierung von Iván Duque bezeichnete die Aktion als Vandalismus. Im Rahmen dieser Demonstrationen sind in Bogotá die Statuen weiterer Personen demontiert worden.